# Thomas Ifeanyichukwu Obiatuegwu
Thomas Ifeanyichukwu Obiatuegwu (* 1. Januar 1966 in Uli, Anambra) ist ein nigerianischer römisch-katholischer Geistlicher und Weihbischof in Orlu.

## Leben
Thomas Ifeanyichukwu Obiatuegwu besuchte von 1987 bis 1991 das Kleine Seminar St. Joseph in Ikot Ekpene. Von 1991 bis 1995 studierte er Philosophie und Katholische Theologie am Bigard Memorial Seminary in Enugu. Am 26. August 1995 empfing er durch den Bischof von Orlu, Gregory Obinna Ochiagha, das Sakrament der Priesterweihe für das Bistum Orlu.
Obiatuegwu war nach der Priesterweihe zunächst als Kaplan am Krankenhaus in Amaigbo tätig, bevor er 1997 Pfarrer der Pfarrei St. Theresa in Amauju wurde. 2001 wurde er für weiterführende Studien nach Spanien entsandt, wo er 2003 an der Universität Navarra in Pamplona einen Master im Fach Philosophie erwarb. Anschließend setzte er seine Studien in den Vereinigten Staaten fort und erlangte 2008 an der Indiana University einen Master im Fach Public Management und Public Policy. Neben seinem Studium wirkte er von 2004 bis 2010 als Pfarrvikar der Pfarrei St. Patrick in Kokomo und von 2010 bis 2017 als Militärkaplan bei der United States Army. Nach der Rückkehr in seine Heimat im Jahr 2017 war Obiatuegwu zunächst kurzzeitig als Pfarrer der Pfarrei Holy Rosary in Orlu tätig, bevor er 2018 Pfarrer der Pfarrei St. Michael in Urualla und Dechant des gleichnamigen Dekanats wurde. Ab 2023 war er Pfarrer der Pfarrei St. Joseph in Umuna Orlu.
Am 5. Januar 2024 ernannte ihn Papst Franziskus zum Titularbischof von Horrea Coelia und zum Weihbischof in Orlu. Der Bischof von Orlu, Augustine Tochukwu Ukwuoma, spendete ihm am 20. März desselben Jahres in der Kathedrale Holy Trinity in Orlu die Bischofsweihe; Mitkonsekratoren waren der Bischof von Umuahia, Michael Kalu Ukpong, und der Bischof von Aba, Augustine Ndubueze Echema.